# Маргарет Лендон
Маргарет Доротея Лендон (англ. Margaret Landon, до шлюбу Мортенсон, 7 вересня 1903, Сомерс, Вісконсин, США — 4 грудня 1993, Александрія, Вірджинія, США) — американська письменниця та місіонерка.

## Життєпис
Народилася в місті Самерс, штат Вісконсин, в родині методистів. Разом із сім'єю переїхала в місто Еванстон, штат Іллінойс, де в 1921 закінчила Еванстонскую міську вищу школу. Потім вступила до коледжу в місті Вітон і закінчила його в 1925.
Один рік викладала в школі, після чого одружилася з Кеннетом Лендоном. У 1927 вони попрямували з місіонерською місією в Таїланд. За 10 років перебування у Таїланді народила трьох дітей. Під час перебування там Маргарет Лендон вивчала країну, там вона дізналася про Анну Леонуенс.
У 1937 сім'я повернулася в США. Почала збирати матеріали про Анну Леонуенс, а також писати статті.
У 1942 Кеннет Лендон надійшов на роботу в Держдепартамент США як експерт по Південно-Східній Азії та сім'я переїхала в Вашингтон.
У 1944 опублікований роман «Анна та король Сіаму», який швидко став бестселером. Він був випущений сумарним тиражем близько мільйона примірників і виданий на 20 мовах. У 1946 випущений однойменний фільм, а в 1951 на Бродвеї поставили мюзикл за мотивами роману, який потім також був екранізований.
Кеннет Лендон за час роботи в Держдепартаменті випустив книгу «Південно-Східна Азія, перехрестя релігій», які згодом перевидавалася в 1969 і 1974. Крім цього він видав книги «Китайці в Таїланді» та «Сіам перехідного періоду».
Була одружена 67 років. У неї було 4 дитини, 13 онуків і 25 правнуків. Померла в місті Александрія штат Вірджинія. Похована на цвинтарі міста Вітон.

## Фільмографія
- 1946: «Anna and the King of Siam». В ролях Айрін Данн і Рекс Харрісон
- 1956: «Король і я». В ролях Дебора Керр і Юл Бріннер
- 1972: «Anna and the King», телесеріал. В ролях  Саманта Еггар і Юл Бріннер
- 1999: «Король і я», мультфільм. Озвучували Міранда Річардсон і Мартін Відновіч
- 1999: «Анна та король». В ролях Джоді Фостер і Юньфат Чоу